# Wortham (Suffolk)
Wortham – wieś w Anglii, w hrabstwie Suffolk, w dystrykcie Mid Suffolk. Leży 34 km na północ od miasta Ipswich i 124 km na północny wschód od Londynu.